# Baños de Rioja
Baños de Rioja es un municipio de la comunidad autónoma de La Rioja (España). Está situado en la Rioja Alta, en la margen izquierda del río Oja junto al cerro El Castillar.

## Historia
El 4 de octubre de 1254 murió en la villa Diego López III de Haro, señor de Vizcaya, abrasado al introducirse en una bañera de agua hirviendo en un intento de aplacar sus dolores reumáticos.
Se le hace referencia en un acta matrimonial entre Iñigo Ortiz de Zúñiga y Juana, hija bastarda del rey Carlos III, de 8 de marzo de 1396, en la que el padre del novio dotó a su hijo con diversas localidades, entre ellas Baños de Rioja, Bobadilla, Clavijo y Huércanos.
Baños de Rioja comenzó siendo un pequeño pueblo situado en una bañera situada en el monte del pueblo El Castillar y ahora el núcleo urbano está situado al pie de dicha montaña.
A este pueblo pertenecían en un pasado pueblos como Tirgo, Ochánduri y Leiva.
A mediados del siglo XIX perteneció a Eugenia de Montijo viuda de Napoleón III.
Data la primera cita documental del siglo XI: así, se reflejaba la villa en una escritura de donación extendida en 1075 por Iñigo López, señor de Llodio, para ceder al monasterio de San Millán el de Santiago de Villanueva y una heredad ubicada en Baños.
Urraca García, esposa del vecino de Treviana Sancho Díaz, entregaba en 1083 un solar situado en la localidad a Santo Domingo de la Calzada.
El 4 de octubre de 1254 moría en la villa Diego López de Haro III, señor de Vizcaya, muere abrasado al introducirse en una bañera de agua hirviendo en un intento de aplacar sus dolores reumáticos.
En 1396, Baños de Rioja formó parte -junto a Clavijo, Huércanos, Bobadilla y los núcleos navarros Zúñiga y Mendavia de la dote entregada por Diego López de Zúñiga, Justicia Mayor de Castilla, a su hijo Íñigo Zúñiga con motivo de su matrimonio con una hija natural del rey navarro Carlos III el Noble, Juana.
Fue cabeza del Condado de Baños de Rioja, posteriormente, a mediados del siglo XIX, perteneció a al viuda de Napoleón III, Eugenia de Guzmán Palafox y, más tarde, al duque de Peñaranda y conde de Montijo.
En 1790 Baños de Rioja fue uno de los municipios fundadores de la Real Sociedad Económica de La Rioja, la cual era una de las sociedades de amigos del país creadas en el siglo XVIII conforme a los ideales de la ilustración.
El pueblo de Baños de Rioja está situado bajo el cerro El Castillar:
Es un cerro testigo formado por la orogénesis de la cuenca del Oja en un lago marino, y su posterior drenaje al Mediterráneo por la depresión del Ebro, llevando consigo los materiales blandos y respetando los más duros, de la misma manera contemplamos la terraza aluvial que se levanta enfrente (de Bañares a Rodezno).
Su cima, (de 550m) fue ocupada desde antiguo. En sus laderas se han recogido testimonios de ocupación desde el neolítico, II Edad del Hierro, vestigios romanos, moriscos y medievales.
Formó parte de la línea de acción de la Reconquista, con Grañón, Cellorigo y Pancorbo, más tarde, y gracias a sus estratos sedimentarios de arenisca, se horadaron para formar las bodegas, como la de La Emperatriz, que hoy podemos apreciar en sus laderas.
Íntimamente ligado al corazón de Baños de Rioja, que hoy como siempre rememora la pasión de Cristo en Semana Santa por la procesión del Calvario que se realiza bordeando la cima de El Castillar.

## Geografía humana

### Demografía
Cuenta con una población de 83 habitantes (INE 2024).
| Gráfica de evolución demográfica de Baños de Rioja entre 1842 y 2021                                                  |
| |
| Población de derecho según los censos de población del INE. Población de hecho según los censos de población del INE. |

## Economía

### Evolución de la deuda viva
El concepto de deuda viva contempla sólo las deudas con cajas y bancos relativas a créditos financieros, valores de renta fija y préstamos o créditos transferidos a terceros, excluyéndose, por tanto, la deuda comercial.
| Gráfica de evolución de la deuda viva del ayuntamiento entre 2008 y 2014                             |
| |
| Deuda viva del ayuntamiento en miles de Euros según datos del Ministerio de Hacienda y Ad. Públicas. |

La deuda viva municipal por habitante en 2014 ascendía a 0 €.

## Administración
| Periodo   | Nombre                   | Partido          |
| --------- | ------------------------ | ---------------- |
| 1979-1983 | Antonio García Sáez      | CD               |
| 1987-1991 | Eulogio Martínez Sáenz   | Comisión Gestora |
| 1991-1995 | Restituto Martínez Pérez | PSOE             |
| 1995-1999 | Rufino Blanco Blanco     | PSOE             |
| 1999-2003 | Emiliano del Val Bañares | PP               |
| 2003-2007 | Jesús Ruíz Quintanilla   | PSOE             |
| 2007-2011 | Jesús Ruíz Quintanilla   | PSOE             |
| 2011-2015 | Jesús Ruíz Quintanilla   | PSOE             |
| 2015-2019 | Jesús Ruíz Quintanilla   | PSOE             |
| 2019-2023 | Jesús Ruíz Quintanilla   | PSOE             |
| 2023-act. | Jesús Ruíz Quintanilla   | PSOE             |

## Patrimonio

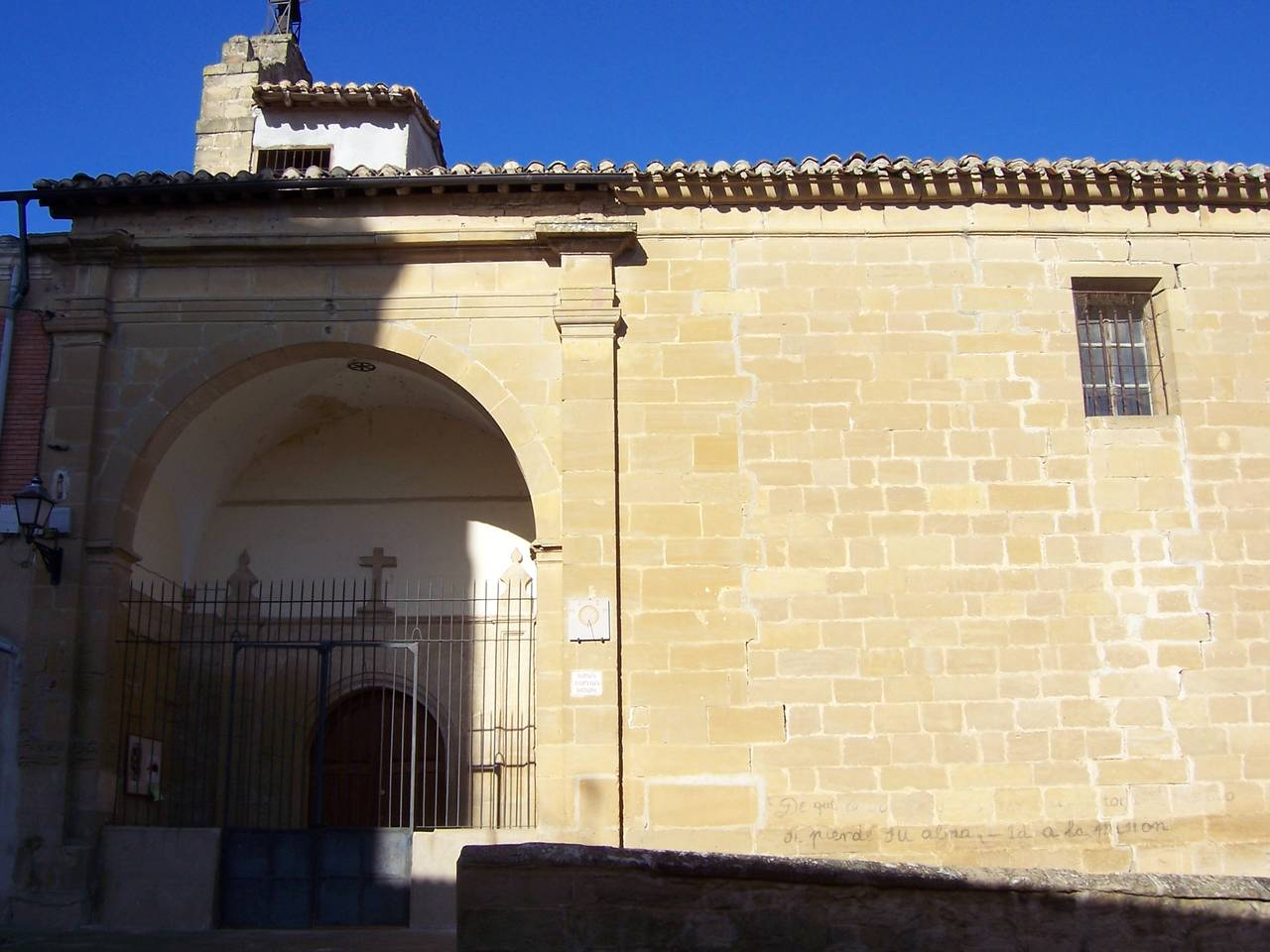
Iglesia parroquial de la Magdalena

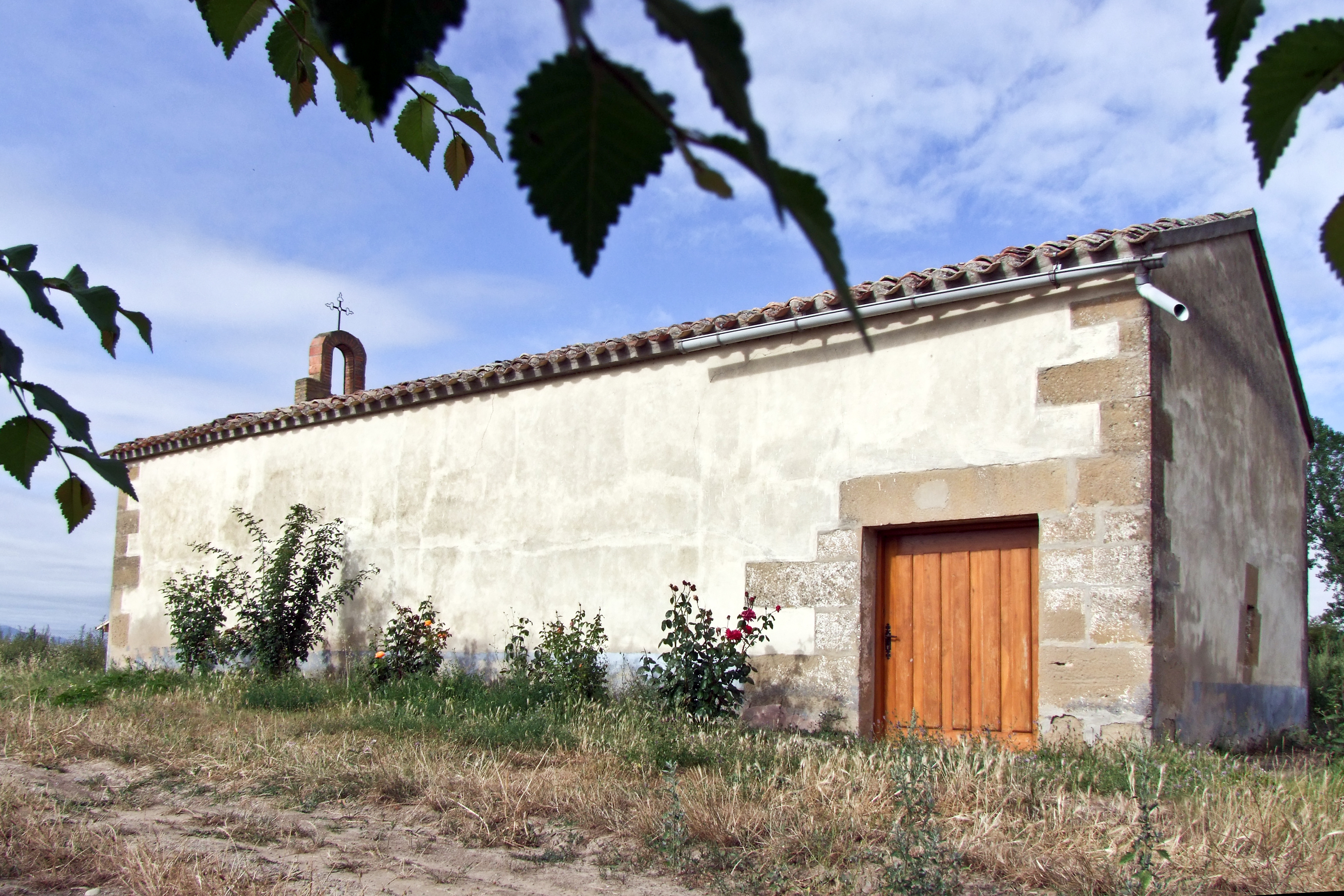
Ermita del Pilar

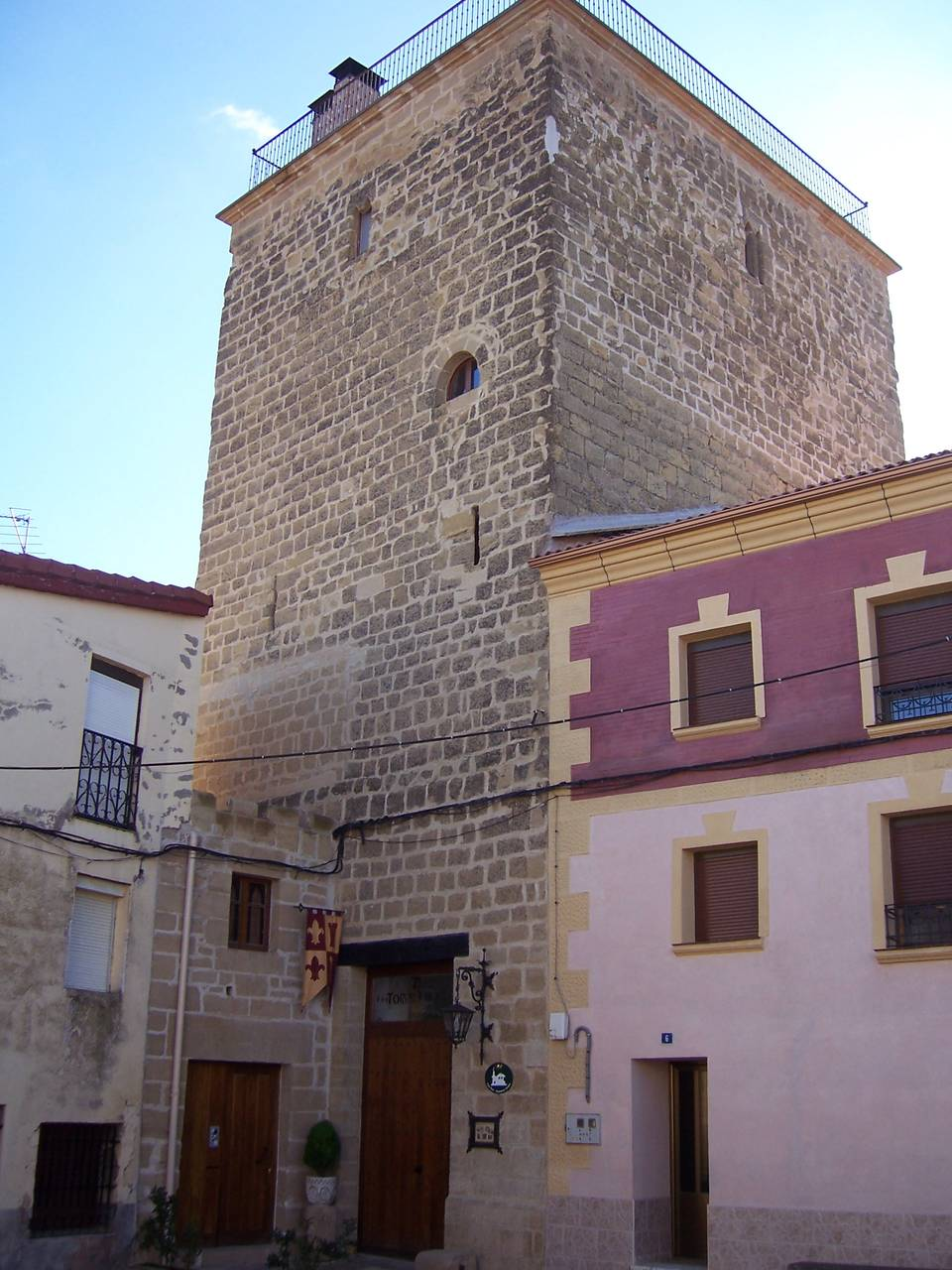
Torre Fuerte

### Iglesia parroquial de la Magdalena
Construida con piedra de sillería, aprovecha elementos de un templo románico del siglo XIII. Fue ampliada y modificada entre los siglos XV al XVII.

### Ermita del Pilar
Situada a dos kilómetros del núcleo urbano, camino de la presa, al otro lado del Río Oja. Donde se lleva a la Virgen del Pilar el 13 de octubre en una procesión acompañada de danzadores que danzan en su honor al ritmo de la música que también acompaña a la procesión y se devuelve a la Iglesia de la Magdalena el 25 de abril,acompañada nuevamente de una procesión con danzadores (esta vez la procesión se realiza en sentido contrario), durante el tiempo en el que la Virgen está en la ermita, la gente del pueblo la visita y la ilumina y una familia del pueblo se encarga de mantenerla siempre iluminada durante este tiempo.
Edificio sencillo de planta, rectangular con cubierta a dos vertientes.

### Torre fuerte
Diego López III de Haro, (fundador de la villa de Bilbao), mandó construir en el año 1200, una fortaleza en Baños de Rioja, originalmente estaba compuesta por dos torres, una muralla que las rodeaba con  baluartes defensivos, y también disponía de un foso. De toda la construcción original hoy día sólo queda en pie ésta torre del homenaje, de la otra torre se conservan restos de los cimientos y una bóveda de cañón.
La Torre Fuerte, está declarada patrimonio-histórico. Por sus características corresponde al prototipo de torre gótica en la región. Tiene gruesos gruesos muros de sillería de 1,60m. de espesor, planta rectangular, y 19 m.  de altura. En su día estaba rematada con almenas. Tenía en la segunda planta, un balcón de piedra de origen defensivo y apoyado en cuatro matacanes lobulados. Conserva su entrada original, en la fachada este, así como todas sus ventanas saeteras originales en planta baja, primera y segunda, en la planta tercera tiene dos ventanas con asientos de piedra a los lados, de las que una es de arco de medio punto y la otra de arco escarzano y en la planta cuarta, dispone de cuatro ventanas bíforas.
La puerta de acceso primitiva, en arco de medio punto, está en la segunda planta, orientada al E. y tiene una plataforma apoyada sobre pequeñas ménsulas, lo que nos hace recordar la puerta del Torreón de Doña Urraca en Covarrubias.
Los vanos son de formas variadas: tiene aspilleras en planta baja y segundo piso en todos sus lados, y en la planta primera, una al sur y otra al oeste. Ventanas cuadradas, cegadas al exterior en la planta baja, orientadas una al norte. y otra al sur; en el primer piso una con banco de piedra al interior en el lado este; una ventana de medio punto al norte. y otra en arco rebajado con banco de piedra, al este en la planta tercera, y en la cuarta planta cuatro ventanas geminadas en arco apuntado, situadas en los cuatro lados.
Después de cinco años de dura y complicada labor de restauración, y respetando siempre las artes constructivas y decorativas de la época, sus actuales propietarios lo han convertido en un alojamiento turístico único,  inaugurado en el año 2004, para que todos podamos disfrutar de éste hermoso y simbólico edificio cargado de valor histórico.

## Fiestas
- El 25 de abril se celebra la festividad de San Marcos con una procesión a la Ermita del Pilar para trasladar a la Virgen a la Iglesia Parroquial.
- El 22 de julio festividad de Santa María Magdalena, se celebra una misa y por la tarde se merienda en las bodegas, las típicas chuletas al sarmiento. El sábado anterior o el posterior a esta fecha, se celebra una cena popular en la plaza del pueblo a la que puede asistir todo el mundo.
- El 12 de octubre, en honor de La Virgen del Pilar. Se realiza una procesión por las calles del pueblo, acompañada por danzadores y réplica de campanas. El día 13, de nuevo acompañada de danzadores, se devuelve la imagen de la Virgen a la Ermita del Pilar seguida de una comida popular en la casa Parroquial. Estas fiestas son amenizadas por el Ayuntamiento de la localidad y por la Peña El Agarejo con ayuda de la Sociedad de Cazadores San Marcos; ellos hacen de las fiestas más amenas y divertidas. Organizan múltiples concursos, juegos para los más pequeños, realizan degustaciones, comidas, cenas, hinchables....
- La segunda o tercera semana de agosto, se celebra la Semana Cultural del pueblo en la que se organizan numerosas degustaciones, espectáculos, eventos, excursiones, una fiesta rociera a la ermita...
- A finales de septiembre/principios de octubre se realiza un rally de tierra entre Baños de Rioja y Villalobar de Rioja